# ماريك دزيوبا
ماريك دزيوبا (بالبولندية: Marek Dziuba)‏ (مواليد 19 ديسمبر 1955) هو لاعب كرة قدم. يلعب مع منتخب بولندا لكرة القدم. سبق له أن لعب في كأس العالم لكرة القدم مع منتخب بلاده.

## روابط خارجية
- ماريك دزيوبا على موقع الاتحاد الدولي (مؤرشف)  (الإنجليزية)
- ماريك دزيوبا على موقع قاعدة بيانات كرة القدم.إي يو (الإنجليزية)
- ماريك دزيوبا على موقع ناشيونال فوتبول تيمز (الإنجليزية)
- ماريك دزيوبا على موقع عالم كرة القدم.نت (الإنجليزية)